# Blue Bird (Ikimono Gakari)
Blue Bird Blue Bird (ブルーバード?, Burū Bādo) è un brano musicale interpretato dal gruppo giapponese Ikimono-Gakari, pubblicato il 9 luglio 2008 come loro decimo singolo. Il brano è stato utilizzato come terza sigla di apertura degli episodi dal 54 al 77 dell'anime Naruto Shippuden. Il singolo è arrivato alla terza posizione della classifica Oricon dei singoli più venduti in Giappone, vendendo 90 267 copie.

## Tracce
CD singolo ESCL-3083
1. Blue Bird (ブルーバード) – 3:35 (Yoshiki Mizuno)
2. Natsuiro Wakusei (夏色惑星) – 4:13
3. Blue Bird: instrumental (ブルーバード) – 3:35 (Yoshiki Mizuno)

Durata totale: 11:23

## Classifiche
| Classifica (2008) | Posizione massima |
| ----------------- | ----------------- |
| Giappone (Oricon) | 3                 |